# Campionati italiani estivi di nuoto 2014
I Campionati italiani estivi di nuoto 2014 (nome ufficiale, per ragioni di sponsorizzazione, Assoluti Estivi Unipol) si sono svolti a Roma l'1 e 2 agosto 2014. È stata utilizzata la vasca da 50 metri.

## Podi

### Uomini
| Evento       | Oro                            | Tempo    | Argento               | Tempo    | Bronzo             | Tempo    |
| Stile libero |                                |          |                       |          |                    |          |
| 50 m         | Marco Orsi                     | 22"07    | Luca Dotto            | 22"24    | Andrea Rolla       | 22"52    |
| 100 m        | Marco Orsi                     | 48"76    | Luca Leonardi         | 49"11    | Luca Dotto         | 49"16    |
| 200 m        | Damiano Lestingi               | 1'49"47  | Gabriele Detti        | 1'49"54  | Alex Di Giorgio    | 1'50"02  |
| 400 m        | Gabriele Detti                 | 3'52"33  | Federico Colbertaldo  | 3'56"18  | Cesare Sciocchetti | 3'56"96  |
| 800 m        | Federico Vanelli               | 8'05"16  | Federico Colbertaldo  | 8'07"13  | Domenico Acerenza  | 8'07"74  |
| 1500 m       | Federico Vanelli               | 15'19"69 | Matteo Furlan         | 15'20"88 | Simone Ruffini     | 15'23"57 |
| Dorso        |                                |          |                       |          |                    |          |
| 50 m         | Niccolò Bonacchi               | 25'46    | Matteo Milli          | 25.60    | Mirco Di Tora      | 25.62    |
| 100 m        | Matteo Milli                   | 54"71    | Christopher Ciccarese | 54"78    | Luca Mencarini     | 55"37    |
| 200 m        | Luca Mencarini                 | 1'57"73  | Christopher Ciccarese | 1'59"20  | Mattia Aversa      | 1'59"50  |
| Rana         |                                |          |                       |          |                    |          |
| 50 m         | Andrea Toniato                 | 27"45    | Francesco Di Lecce    | 27"49    | Mattia Pesce       | 27"74    |
| 100 m        | Fabio Scozzoli                 | 1'00"65  | Andrea Toniato        | 1'01"24  | Edoardo Giorgetti  | 1'01"76  |
| 200 m        | Luca Pizzini Edoardo Giorgetti | 2'12"02  |                       |          | Flavio Bizzarri    | 2'12"69  |
| Farfalla     |                                |          |                       |          |                    |          |
| 50 m         | Piero Codia                    | 23"86    | Paolo Facchinelli     | 24"11    | Lorenzo Benatti    | 24"23    |
| 100 m        | Piero Codia                    | 52"63    | Francesco Giordano    | 53"07    | Matteo Rivolta     | 53"19    |
| 200 m        | Matteo Pelizzari               | 1'56"97  | Federico Bussolin     | 1'58"64  | Francesco Pavone   | 1'59"14  |
| Misti        |                                |          |                       |          |                    |          |
| 200 m        | Federico Turrini               | 2'00"53  | Matteo Pelizzari      | 2'00"97  | Luca Angelo Dioli  | 2'02"04  |
| 400 m        | Federico Turrini               | 4'19"29  | Matteo Pelizzari      | 4'22"52  | Lorenzo Tarocchi   | 4'23"83  |

### Donne
| Evento       | Oro                      | Tempo    | Argento                | Tempo    | Bronzo             | Tempo          |
| Stile libero |                          |          |                        |          |                    |                |
| 50 m         | Erika Ferraioli          | 25"07 -  | Silvia Di Pietro       | 25"27    | Giorgia Biondani   | 25"59          |
| 100 m        | Erika Ferraioli          | 54"63    | Giada Galizi           | 55"14    | Ilaria Bianchi     | 55"59          |
| 200 m        | Alice Mizzau             | 1'59"40  | Chiara Masini Luccetti | 2'00"15  | Erica Musso        | 2'00"56        |
| 400 m        | Aurora Ponselé           | 4'09"02  | Diletta Carli          | 4'11"81  | Erica Musso        | 4'12"58        |
| 800 m        | Aurora Ponselé           | 8'28"02  | Diletta Carli          | 8'35"77  | Isabella Sinisi    | 8'41"08        |
| 1500 m       | Martina Rita Caramignoli | 16'19"61 | Isabella Sinisi        | 16'25"84 | Simona Quadarella  | 16'26"60 - RIJ |
| Dorso        |                          |          |                        |          |                    |                |
| 50 m         | Elena Gemo               | 28"69    | Arianna Barbieri       | 29"01    | Stefania Cartapani | 29"13          |
| 100 m        | Stefania Cartapani       | 1'01"51  | Elena Gemo             | 1'01"66  | Arianna Barbieri   | 1'01"73        |
| 200 m        | Margherita Panziera      | 2'11"24  | Ambra Esposito         | 2'12"49  | Carlotta Zofkova   | 2'13"66        |
| Rana         |                          |          |                        |          |                    |                |
| 50 m         | Arianna Castiglioni      | 31"43    | Ilaria Scarcella       | 31"79    | Martina Carraro    | 31"86          |
| 100 m        | Arianna Castiglioni      | 1'08"93  | Michela Guzzetti       | 1'09"47  | Giulia De Ascentis | 1'09"95        |
| 200 m        | Elisa Celli              | 2'28"17  | Giulia De Ascentis     | 2'29"40  | Francesca Fangio   | 2'29"58        |
| Farfalla     |                          |          |                        |          |                    |                |
| 50 m         | Elena Gemo               | 26"29    | Silvia Di Pietro       | 26"52    | Ilaria Bianchi     | 27"13          |
| 100 m        | Elena Di Liddo           | 58"11    | Silvia Di Pietro       | 59"18    | Elena Gemo         | 59"71          |
| 200 m        | Emanuela Albenzi         | 2'11"04  | Teresa Strickner       | 2'11"48  | Claudia Tarzia     | 2'11"69        |
| Misti        |                          |          |                        |          |                    |                |
| 200 m        | Luisa Trombetti          | 2'14"91  | Alice Nesti            | 2'15"35  | Laura Letrari      | 2'16"50        |
| 400 m        | Luisa Trombetti          | 4'45"11  | Susanna Negri          | 4'49"08  | Roberta Riccardi   | 4'52"62        |

### Classifiche per società

#### Maschile
| Pos.    | Società                         | Pti    |
| ------- | ------------------------------- | ------ |
| Oro     | Circolo Canottieri Aniene       | 405.50 |
| Argento | Gruppo Sportivo Fiamme Oro Roma | 214.00 |
| Bronzo  | Centro Sportivo Esercito        | 195.00 |
| 4.      | SMGM Team Lombardia             | 119.00 |
| 5.      | Gruppo Sportivo Forestale       | 81.00  |
| 6.      | Gruppo Sportivo Fiamme Azzurre  | 77.00  |
| 7.      | Larus Nuoto                     | 67.00  |
| 8.      | Nuoto Club Azzurra 1991         | 58.50  |
| 9.      | Centro Nuoto Torino             | 50.50  |
| 10.     | Plain Team Veneto               | 44.00  |

#### Femminile
| Pos.    | Società                         | Pti    |
| ------- | ------------------------------- | ------ |
| Oro     | Circolo Canottieri Aniene       | 304.00 |
| Argento | Gruppo Sportivo Forestale       | 142.00 |
| Bronzo  | Gruppo Sportivo Fiamme Oro Roma | 125.00 |
| 4.      | Centro Sportivo Esercito        | 115.50 |
| 5.      | SMGM Team Nuoto Lombardia       | 113.50 |
| 6.      | Gruppo Nuoto Fiamme Gialle      | 106.00 |
| 7.      | Nuoto Club Azzurra 1991         | 81.50  |
| 8.      | Imolanuoto                      | 67.00  |
| 9.      | Aqvasport Rane Rosse            | 56.00  |
| 10.     | Plain Team Veneto               | 51.50  |